# 佩切爾斯克區

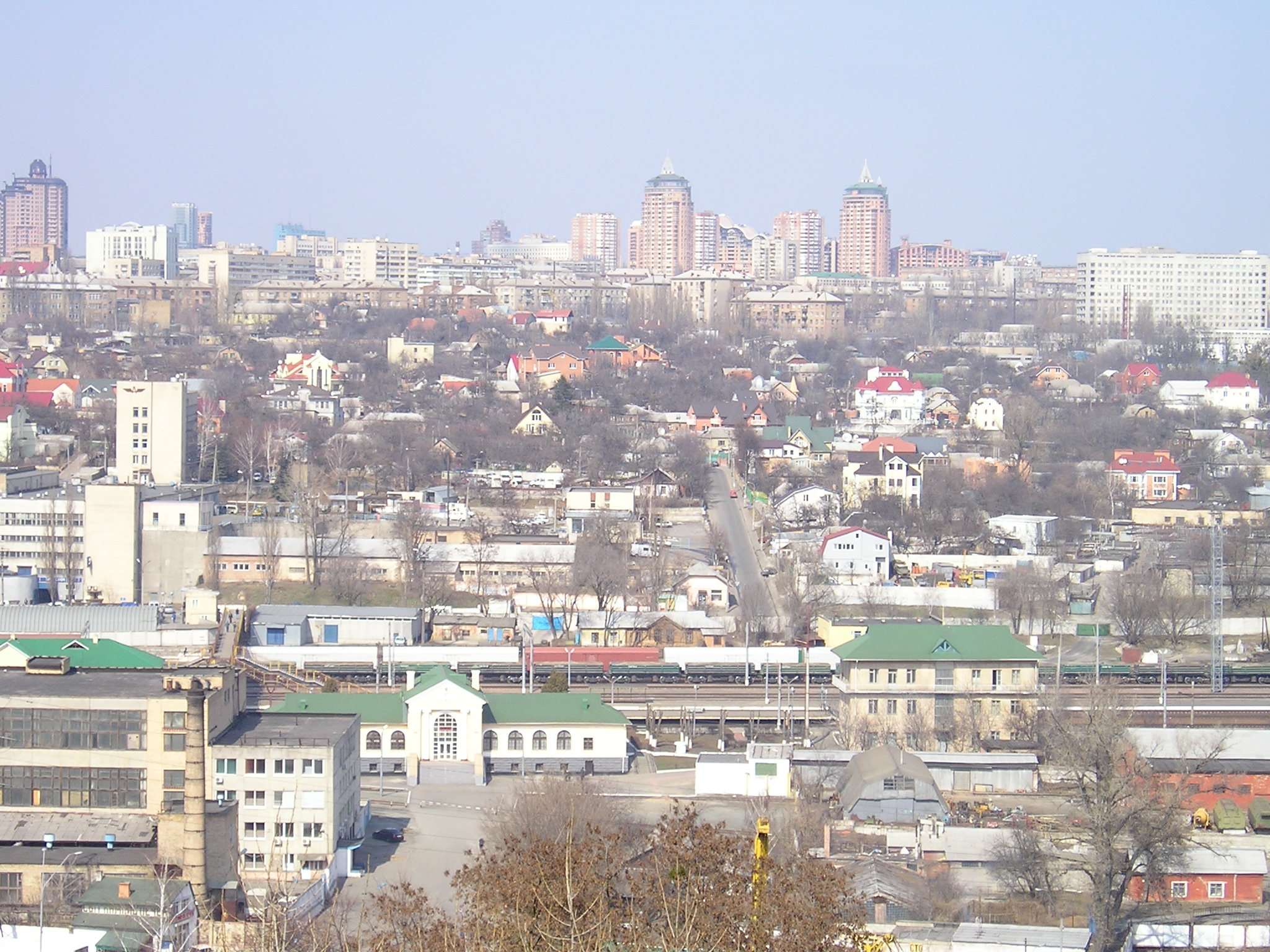
市容

佩切爾斯克區在基辅市的位置

佩切爾斯克區（羅馬化：Pecherskyi raion）是烏克蘭首都基輔的一個市辖區，位於該市的中央，地處第聶伯河右岸，面積19.5平方公里，2013年人口144,785，人口密度每平方公里7,404.06人。该区名称来源于基輔洞窟修道院。格鲁舍夫斯基大街位于此区。

## 友好城市
- 法國 桑利斯